# Niños Héroes (métro de Mexico)
Niños Héroes est une station de la Ligne 3 du métro de Mexico, située au sud de Mexico, dans la délégation Cuauhtémoc.

## La station
La station ouverte en 1970, tire son nom de l'Avenue Niños Heroes (les Enfants Héros), référence aux jeunes cadets qui ont combattu à la bataille de Chapultepec le 13 septembre 1847 pendant la Guerre américano-mexicaine. Le symbole de la station est un képi qui rappelle celui porté par ces cadets, entouré d'une couronne d'olivier.